# Lisca Bianca
Lisca Bianca je nenaseljeni otočić u Liparskom otočju. Otočje se nalazi sjeverno od Sicilije, u Tirenskom moru, u Italiji.
Najbliži veći otok je Panarea, oko 3 km zapadno. Administrativno, otok pripada općini Lipari.

## Geologija
Lisca Bianca, kao i susjedni otočići Bottaro, Dattilo, Lisca Nera i brojne hridi, su ostaci ugaslog vulkanskog grotla nastalog prije 130 000 godina. U prošlosti, ovi su otočići vjerojatno bili povezani u jedno kopno, možda čak i spojeni s Panareom. No, utjecaj atmosferskih prilika i uzdizanje i spuštanje tla (pojava karakteristična za ovo otočje) učinili su da danas postoji niz manjih otoka. Smatra se da je ovaj proces završen prije oko 10 000 godina.:str. 23.
Lisca Bianca sastoji se od vulkanskih materijala kao što je ritolit, a svojstvenu bijelu boju duguje kemijskim promjenama zbog već ugaslih kiselih fumarola. U prošlosti se otok koristio i kao kamenolom aluma.:str 134.

## Flora i fauna
Na otoku raste endemska eolska kamilica (Anthemis aeolica), s visokim rizikom od izumiranja.:str. 72.-76., 190.
Znanstvenici nisu posve sigurni da je eolska kamilica uistinu zasebna vrsta, možda se radi o morskoj kamilici (Anthemis maritima).
Među najčešćim životinjama su poljski gušter (Podarcis sicula, u podvrsti koja je prisutna samo na ovom otoku i zato se naziva Podarcis sicula liscabiancae), zidni macaklin (Tarentola mauritanica) i bradavi gecko (Hemidactylus turcicus). Na otoku se gnijezdi galeb klaukavac (Larus michahellis). Tu su i kukci iz rodova Messor i Otiorhynchus.:str. 116.-118., 129., 189.
Godine 1991., Lisca Bianca je, zajedno s ostalim manjim otočićima oko Panaree, proglašena integralnim prirodnim rezervatom, uz zabranu iskrcavanja, osim u znanstvene svrhe.
:str. 208.

## Brodska olupina
U blizini otoka, na morskom dnu, na dubini između 25 i 40 metara, nalazi se olupina britanskog teretnog broda Llanishen, potonulog 1885. godine, čiji su pramčani i krmeni dijelovi još uvijek dobro očuvani. Lisca Bianca je jedini brodolomni otok na Liparskim otocima kojemu posjet, uz mjere opreza, nije zabranjen.:str 129.:str. 204.

## FilmL'avventura
Lisca Bianca ima sporednu ulogu u filmu Michelangela Antonionija L'avventura (1960.), u kojem Anin lik (kojeg glumi Lea Massari) misteriozno nestaje tijekom zaustavljanja broda na ovom otoku.

## Vanjske poveznice
- Pagina web sul relitto di Lisca Bianca. Inačica izvorne stranice arhivirana 8. ožujka 2013. Pristupljeno 5. ožujka 2020.